# دودمان تودور
دودمان تودور یک خاندان سلطنتی بود که از ۱۴۸۵ تا ۱۶۰۳ بر انگلستان، ولز و ایرلند حکومت کرد. اولین پادشاه این خاندان هنری هفتم بود که در پی جنگ رزها و بعد از پیروزی بر ریچارد سوم به سلطنت رسید. بعد از درگذشت الیزابت یکم که فرزندی نداشت، سلطنت به خاندان استوارت منتقل شد.
از جمله اتفاقات مهم دوران سلطنت این خاندان، خروج کلیسای انگلستان از زیر نفوذ کلیسای کاتولیک و تغییر مذهب این کشور به پروتستان بود.

## خاستگاه و تبار
تبار مادری تودورها به جان بوفرت می‌رسد. جان بوفرت یکی از فرزندان نامشروع شاهزاده جان گونت، نخستین ارل لنکستر و سومین پسر به جا مانده از ادوارد سوم انگلستان در سده ۱۴م؛ از رابطه نامشروعش با معشوقه‌اش کترین سوین‌فورد بود. فرزندان نامشروع دودمان‌های پادشاهی انگلستان به‌طور معمول ادعایی بر تاج و تخت نداشتند، اما هنگامی که جان گونت و کترین سوین‌فورد سرانجام در سال ۱۳۹۶ ازدواج کردند(۲۵ سال پس از تولد جان بوفورت) وضعیت پیچیده شد.
چهار فرزند جان گونت و کترین سوین‌فورد که پیش از ازدواج رسمی‌شان زاده شده بودند، پس از ازدواج رسمی پدر و مادرشان مشروعیت داده شدند. نظر به ازدواج مشروع، کلیسا حکم فرزندان زاده شده پیش از ازدواج ایشان را عطف بماسبق کرد و در همان سال ایشان در اعلامیه رسمی پاپ مشروع اعلام شدند. (همچنین در یک قانون در مجلس ۱۳۹۷ تقدیس شدند). در اعلامیه‌های پسین نیز هنری چهارم انگلستان، پسر مشروع جان گونت، مشروعیت بوفورت را به رسمیت شناخت، ولی آن‌ها را فاقد صلاحیت اعلام کرد که هرگز نمی‌توانند وارث تاج و تخت باشند.
به هر روی، فرزندان بوفرت، متحدان نزدیک خاندان لنکستر یعنی فرزندان مشروع گونت از ازدواج نخستش باقی ماندند. لیدی مارگارت بوفرت، نوه جان بوفرت، یکی از وارثان مطرح، با ادموند تودور نخستین ارل ریچموند ازدواج کرد. تودورها نوادگان یکی از درباریان ولزی به نام اوون تودور و کاترین والوا، همسر پیشین شاه هنری پنجم، بودند. ادموند تودور و خواهران و برادران تنی‌اش، خود نامشروع و نتیجه ازدواجی پنهانی بودند که اقبالشان را وامدار حسن نیت برادر ناتنی مشروعشان شاه هنری ششم بودند. هنگامی که دودمان لنکستر از تخت پادشاهی برافتادند تودورها پی کار ایشان را گرفتند. هنری فرزند ادموند تودور در دوک‌نشین بریتانی تبعید شد و مادرش بانو مارگرت در انگلستان ماند و دوباره ازدواج کرد و پنهانی موجبات بر تخت نشستن پسرش را پیش می‌برد، تختی که اکنون در دست دودمان رقیب یعنی خاندان یورک بود.

## حاکمان تودور
در مجموع شش نفر از خاندان تودور بر انگلستان، ولز و ایرلند حکومت کردند. این شش نفر و دوران سلطنت آن‌ها به ترتیب زیر است:
1. هنری هفتم (۲۲ اوت ۱۴۸۵–۲۱ آوریل ۱۵۰۹)
2. هنری هشتم (۲۱ آوریل ۱۵۰۹–۲۸ ژانویه ۱۵۴۷)
3. ادوارد ششم (۲۸ ژانویه ۱۵۴۷–۶ ژوئیه ۱۵۵۳)
4. جین گری (۱۰ ژوئیه ۱۵۵۳–۱۹ ژوئیه ۱۵۵۳)
5. ماری یکم (۱۹ ژوئیه ۱۵۵۳–۱۷ نوامبر ۱۵۵۸)
6. الیزابت یکم (۱۷ نوامبر ۱۵۵۸–۲۴ مارس ۱۶۰۳)

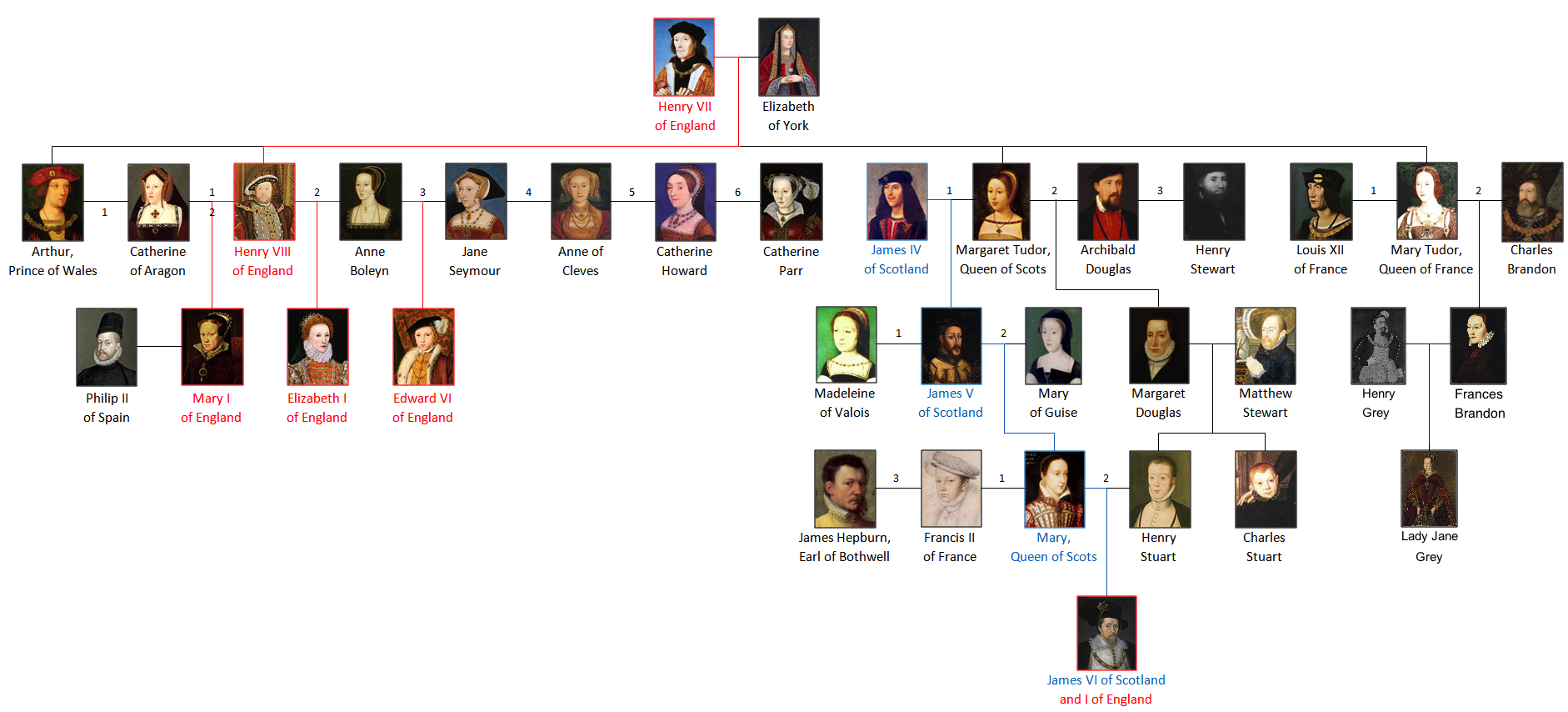
شجره‌نامه اعضای اصلی خاندان تودور

## نگارخانه
